# Gornji Vukšići
Gornji Vukšići su naselje u Hrvatskoj u sastavu Grada Vrbovskog. Nalaze se u Primorsko-goranskoj županiji.

## Zemljopis
Zapadno su Donji Vukšići, sjeverozapadno su Matići i Donji Vučkovići, sjeverno su Carevići, sjeveroistočno su Moravice i Žakule, južno-jugoistočno su Tići.

## Stanovništvo
| broj stanovnika |       |       |       |       |       |       |       |       | 12    | 8     | 9     | 9     | 7     | 6     | 2     |       |       |
|                 | 1857. | 1869. | 1880. | 1890. | 1900. | 1910. | 1921. | 1931. | 1948. | 1953. | 1961. | 1971. | 1981. | 1991. | 2001. | 2011. | 2021. |